# أكاديمية لندن للسينما
أكاديمية لندن للسينما (LFA) هي مدرسة أفلام بريطانية تقع في فولهام في لندن. تأسست عام 2001 كصندوق غير ربحي يوفر دورات عملية حول مجموعة متنوعة من مهارات صناعة الأفلام.

## التاريخ
تأسست أكاديمية لندن السينمائية في عام 2001 داخل كنيسة ميثودية، كانت الروح المعلنة هي إنتاج دورات تدريبية عملية تركز على فن صناعة الأفلام السينمائية، مع محاضرين كانوا نشطين في صناعة الأفلام.
في يناير 2006 شكلت الأكادمية شراكة مع نادي بانيكو. الذي نشأ في منتصف الثمانينيات ولديه رعاة من بينهم تيري غيليام وتيري جونز وبن كينغسلي. ويعمل بانيكو الآن كنقطة انطلاق لطلاب الدراسات العليا.
أعلنت أكاديمية لندن للأفلام عن منحة لصانعي الأفلام الناشئات بقيمة 23 ألف جنيه إسترليني في سبتمبر 2017.